# Here's Where the Story Ends
«Here's Where the Story Ends» —en español: «Aquí es donde termina la historia»— es una canción de la banda de rock alternativo británico The Sundays, lanzada como el segundo sencillo de su álbum debut Reading, Writing and Arithmetic.
A pesar de que fue el hit más grande de The Sundays a nivel internacional, alcanzando el número 1 en el Modern Rock Tracks Chart de Estados Unidos durante una semana, la canción nunca fue lanzada como sencillo en el Reino Unido, debido al colapso de la discográfica Rough Trade Records. No obstante, alcanzó el puesto 36 en el John Peel´s Festive Fifty de 1990.

## Versiones de otros artistas
Muchos artistas han versionado esta canción, incluida la estrella china Faye Wong como «Being Criminal» en Ingratiate Oneself en 1994, y Tin Tin Out, que alcanzó el número 7 en el UK Singles Chart en 1998, así como el número 15 en el Hot Dance Club Play Chart de Billboard en Estados Unidos. La versión de Tin Tin Out también ganó el Premio Ivor Novello de 1999 por «Mejor Canción Contemporánea». Crystal Bowersox versionó la canción en su segundo álbum, All That for This.